# Очова
Очова (слч. Očová) насељено је мјесто са административним статусом сеоске општине (слч. obec) у округу Звољен, у Банскобистричком крају, Словачка Република.

## Становништво
| Година:    | 1994. | 2004.   | 2014.   | 2024.   |
| ---------- | ----- | ------- | ------- | ------- |
| Број људи: | 2627  | 2571    | 2597    | 2451    |
| Разлика:   |       | -2,13 % | +1,01 % | -5,62 % |

| Година:    | 2023. | 2024.   |
| ---------- | ----- | ------- |
| Број људи: | 2462  | 2451    |
| Разлика:   |       | -0,44 % |

Према подацима о броју становника из 2024. године насеље је имало 2451 становника.